# Joseph Liouville
Joseph Liouville [žozèf liuvíl], francoski matematik, * 24. marec 1809, Saint-Omer, Pas-de-Calais, Francija, † 8. september 1882, Pariz, Francija.

## Življenje in delo
Liouville je bil profesor na univerzah École Polytechnique, Francoskem kolegiju (Collège de France) in Sorboni (Sorbonne) v Parizu, dober učitelj in organizator ter ustanovitelj in med letoma 1836 in 1874 dolgoletni urednik revije Journal de mathématiques pures et appliquées.
Sistematično je raziskoval aritmetično teorijo kvadratnih form z dvema ali več spremenljivkami. Njegov Liouvillov izrek v statistični mehaniki, pa kaže, da je bil ustvarjalen na popolnoma drugem področju. Iz izreka izhajajo prednosti faznega prostora, ki ga je vpeljal Watson leta 1876. Stanju sistema ustreza točka v faznem prostoru in prostornina faznega prostora, ki ustreza množici sistemov, se s časom ne spreminja. Slika sistemov se v faznem prostoru giblje kot nekakšna večrazsežna nestisljiva tekočina. V ravnovesju pri konstantni temperaturi je energija določena in se slika sistemov giblje po večrazsežni ploskvi, ki ustreza konstantni energiji W. Porazdelitev imenujejo tudi kanonično. Pri tem enačba izraža osnovno spoznanje, da so vse točke faznega prostora za sistem enakopravne in je verjetnost dP sorazmerna s prostornino faznega prostora in z Boltzmannovim faktorjem. Z integralom v imenovalcu dosežemo, da je integral verjetnosti po vsem faznem prostoru enak 1.
V teoriji števil je Liouville leta 1840 dokazal obstoj transcendentnih števil in leta 1844 dokazal, da e in njegov kvadrat {\displaystyle e^{2}\,} nista korena nobene kvadratne enačbe z racionalnimi koeficienti. Podal je tudi primere transcendentnih števil in Liouvillovih števil, ki so vsa transcendentna.
Po njem se imenuje mnogo izrekov v teoriji števil. Deloval je še na področju analize, diferencialnih enačb, diferencialne geometrije in teorije analitičnih funkcij. Proučeval je dvojnoperiodične funkcije v kompleksnem, kjer velja Liouvillov izrek: vsota vseh residuov dvojnoperiodične funkcije po polih, ki leže v osnovnem paralelogramu, je enaka 0.

## Priznanja
Leta 1851 so ga izvolili za tujega člana Kraljeve švedske akademije znanosti.

### Poimenovanja
Po njem se imenuje krater Liouville na Luni.